# Torjus Børsheim
Torjus Børsheim (* 28. August 1988) ist ein ehemaliger norwegischer Skilangläufer.

## Werdegang
Børsheim debütierte im März 2009 in Trondheim im Sprint im Weltcup und beendete das Rennen auf Rang 57. Er startete drei weitere Male über die Sprintdistanz im Weltcup, wobei sein bestes Resultat Platz 43 im März 2012 in Drammen war.
Im Scandinavian Cup gelang ihm im Dezember 2014 in Lillehammer mit Rang zwei im Sprint seine einzige Podiumsplatzierung in dieser Rennserie. Top-Ten-Platzierungen in dieser Disziplin erreichte er zuvor auch bereits im Februar 2014 mit Rang 6 in Madona und Platz 9 in Otepää. Bei Distanzrennen platzierte er sich im Februar 2012 in Albu mit Rang sieben über 15 km klassisch einmal unter den besten Zehn.